# Denny Hulme
Denis Clive Hulme (Motueka, Nueva Zelanda; 18 de junio de 1936-Bathurst, Nueva Gales del Sur, Australia; 4 de octubre de 1992), más conocido como Denny Hulme fue un piloto de automovilismo neozelandés. Fue campeón de Fórmula 1 del año 1967, resultó tercero en 1968 y 1972, cuarto en 1966 y 1970, y sexto en 1969 y 1973. En sus 112 carreras en la máxima categoría de automovilismo, obtuvo ocho victorias y 33 podios. Tras debutar en 1965 y triunfar en Fórmula 1 con el equipo Brabham, Hulme pasó en 1968 al equipo McLaren, para el que compitió hasta su retiro en 1974.
Simultáneamente, Hulme tuvo éxito en el campeonato de sport prototipos CanAm con distintos automóviles del equipo McLaren, donde obtuvo 22 victorias y resultó campeón en 1968 y 1970, y subcampeón en 1967, 1969, 1971 y 1972. Además, resultó cuarto en las 500 Millas de Indianápolis de 1967 y 1968, y finalizó tercero en la Tasman Series 1964 con una victoria. Después de retirarse de la Fórmula 1, Hulme continuó pilotando automóviles deportivos en Australia y Nueva Zelanda.

## Historia

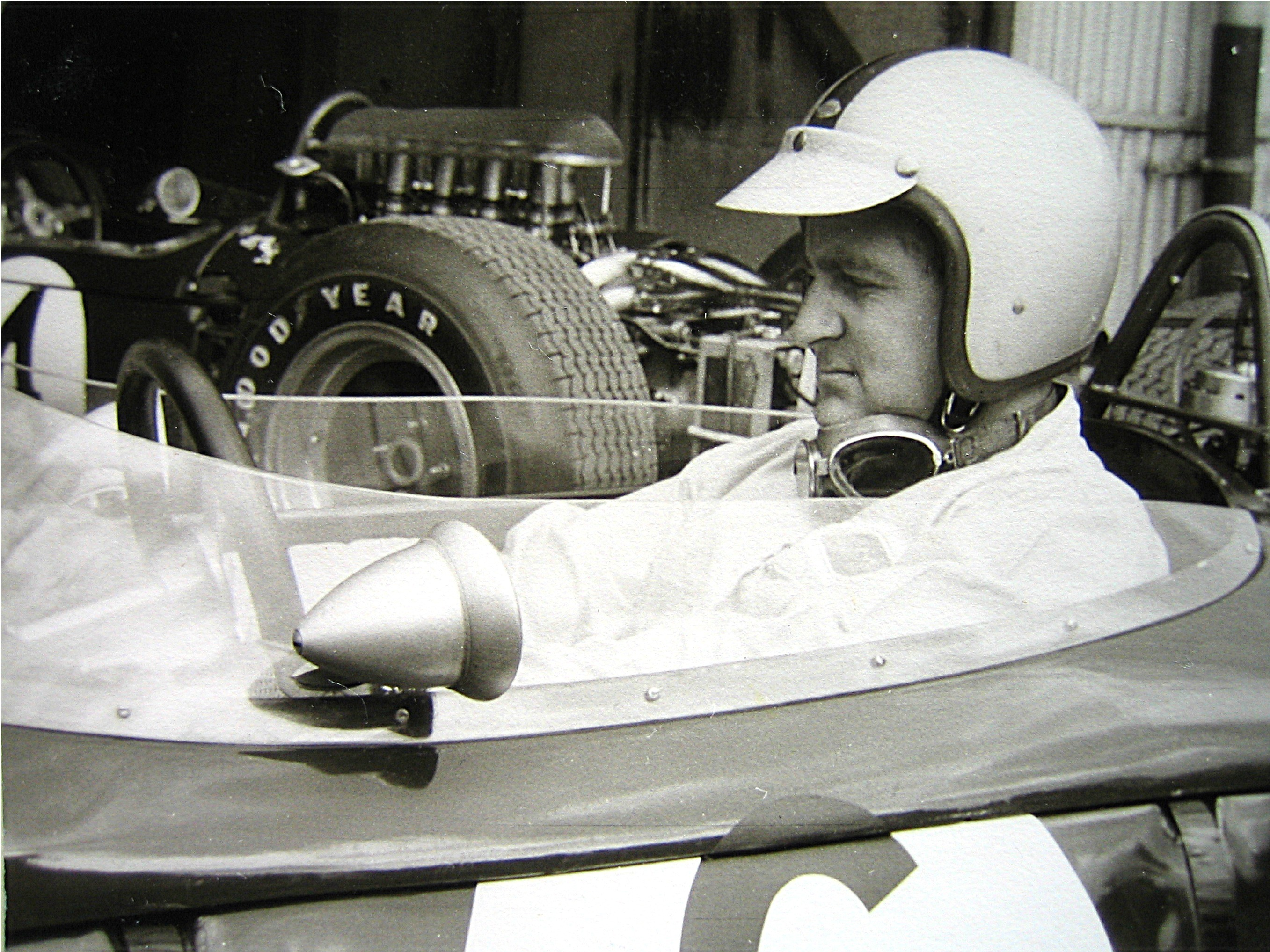
Hulme en 1965.

Denny Hulme era el hijo de Clive Hulme, un militar de la Segunda Guerra Mundial. Nacido en Nelson, empezó a correr en 1956 en una carrera de montaña, sobre un MGTF. A pesar de sus muestras de talento, hubo que esperar hasta 1960 para ver a Denny en Europa, en categorías como la Fórmula Junior y la Fórmula 2. En 1961, trabajó en el garaje de Jack Brabham, que marcaría el inicio de una larga amistad entre ellos. En 1964 ganó su primera carrera en la Tasman Series, el campeonato de Fórmula 1 de Oceanía. También ganó dos carreras de F2. Por lo tanto, Brabham decidió contratar a su amigo para competir en Fórmula 1 en 1965.
En su segunda carrera en Francia, Denny terminó 4º y en Holanda 5°. En 1966 corrió su primera temporada completa. Terminó cinco carreras de la temporada y en cuatro de ellas subió al podio, mientras que su jefe de filas se adjudicaba su tercer mundial. Denny también obtuvo excelentes resultados en la serie CanAm. 1967 será el año de Hulme. Lograría dos victorias en Mónaco y Alemania y otros seis podios, consiguiendo para sorpresa de todos el título mundial frente a los favoritos, como su jefe de escuadra y compañero Jack Brabham, Jim Clark, Stewart y otros. Además, ese año, Denny ganó 3 carreras en CanAm.
Hulme ya estaba corriendo con McLaren en CanAm, y es a partir de 1968 cuando sería piloto oficial de F1 en la escuadra de su compatriota, Bruce McLaren. A pesar de sus dos victorias, en Italia y Canadá, Hulme quedaría tercero en el campeonato, mientras que Graham Hill ganaría dicho título. Mientras tanto, Denny ganó 4 carreras y obtuvo el título de la CanAm. 1969 fue un año bueno, logrando salvar la temporada al lograr una nueva victoria en la última carrera de la temporada en México. En 1970, mientras que en F1 no ganó ninguna carrera, conquistó su segundo título en la CanAm. Aquella temporada quedó marcada por la muerte de su jefe Bruce McLaren.

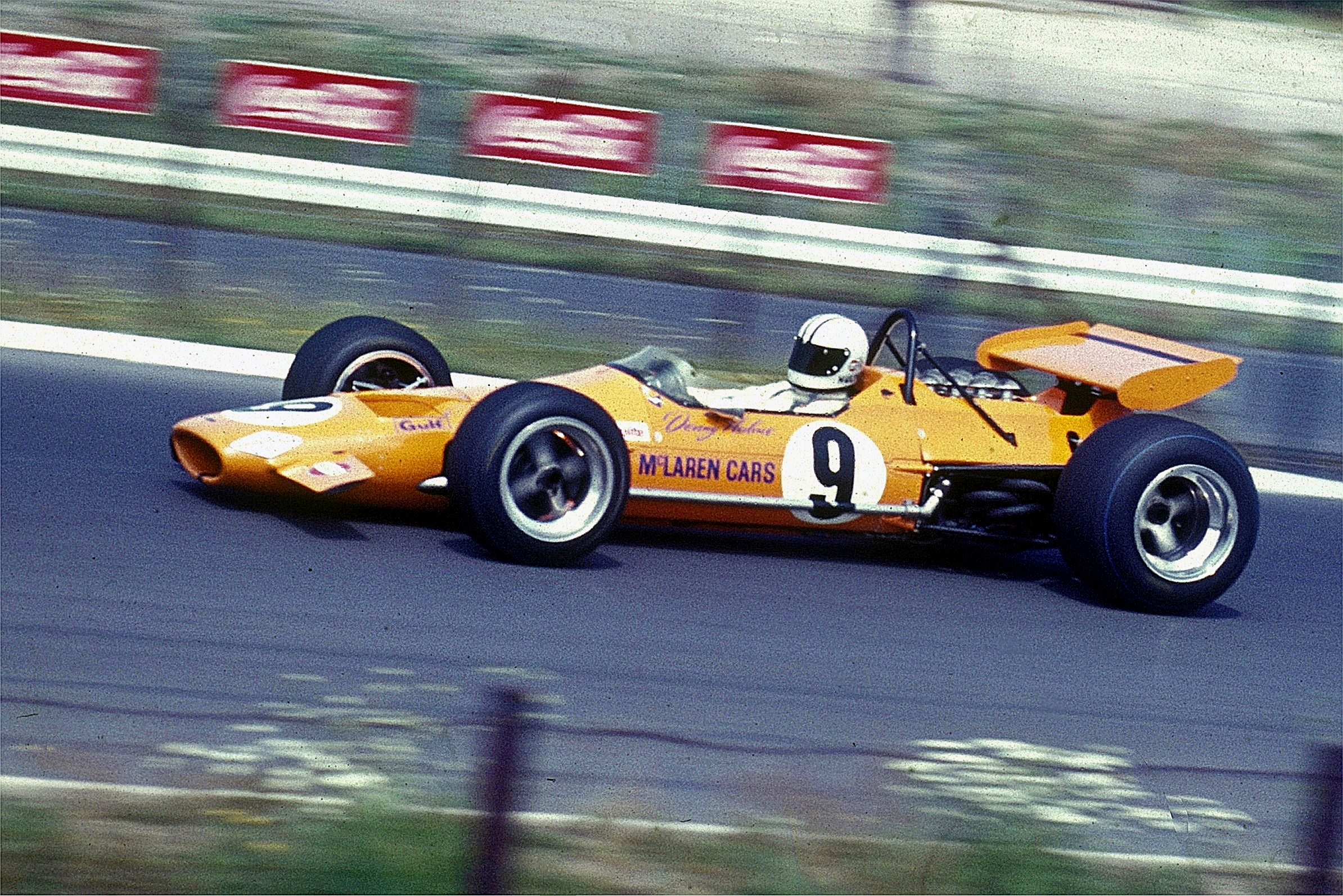
Hulme en el McLaren-Ford de 1969.

En 1971, Hulme siguió sin destacar, al no subir al podio a lo largo del campeonato de F1. 1972 fue una temporada mediocre, cuando no logró victorias en la CanAm, aunque en Fórmula 1 se reencontró con el podio y la victoria, terminando 3º en la clasificación mundial. En 1973, Hulme cayó al sexto lugar, pero había logrado en Kyalami la única pole position de su carrera en la Fórmula 1. 1974 sería su última temporada en Fórmula 1, ganando la primera carrera de la temporada en Argentina.
Hulme se puso de nuevo al volante en los años 1990. Durante los 1000 km de Bathurst de 1992 sufrió un ataque al corazón, y falleció a la edad de 56 años. Fue el primer piloto campeón mundial de Fórmula 1 que murió por causas naturales. Su cuerpo reposa en el cementerio Te Puke, en Western Bay en la Isla Norte.
Un superdeportivo llamado Hulme.F1, en honor a Denny Hulme, fue desarrollado recientemente por la empresa neozelandesa Supercars NZ. Denny pertenece al Hall of Honor del AARWBA desde 1993, al MotorSport New Zealand Wall of Fame desde 1994 y al Motorsport Hall of Fame of America desde 1998.

## Resultados

### Fórmula 1
(Clave) (negrita indica pole position) (cursiva indica vuelta rápida)

| Año  | Escudería                   | 1       | 2       | 3       | 4       | 5       | 6       | 7       | 8       | 9       | 10      | 11      | 12      | 13     | 14     | 15      | Pos. | Puntos |
| ---- | --------------------------- | ------- | ------- | ------- | ------- | ------- | ------- | ------- | ------- | ------- | ------- | ------- | ------- | ------ | ------ | ------- | ---- | ------ |
| 1965 | Brabham Racing Organisation | RSA     | MON 8   | BEL     | FRA 4   | GBR Ret | NED 5   | GER Ret | ITA Ret | USA     | MEX     |         |         |        |        |         | 11º  | 5      |
| 1966 | Brabham Racing Organisation | MON Ret | BEL Ret | FRA 3   | GBR 2   | NED Ret | GER Ret | ITA 3   | USA Ret | MEX 3   |         |         |         |        |        |         | 4º   | 18     |
| 1967 | Brabham Racing Organisation | RSA 4   | MON 1   | NED 3   | BEL Ret | FRA 2   | GBR 2   | GER 1   | CAN 2   | ITA Ret | USA 3   | MEX 3   |         |        |        |         | 1º   | 51     |
| 1968 | Bruce McLaren Motor Racing  | RSA 5   | ESP 2   | MON 5   | BEL Ret | NED Ret | FRA 5   | GBR 4   | GER 7   | ITA 1   | CAN 1   | USA Ret | MEX Ret |        |        |         | 3º   | 33     |
| 1969 | Bruce McLaren Motor Racing  | RSA 3   | ESP 4   | MON 6   | NED 4   | FRA 8   | GBR Ret | GER Ret | ITA 7   | CAN Ret | USA Ret | MEX 1   |         |        |        |         | 6º   | 20     |
| 1970 | Bruce McLaren Motor Racing  | RSA 2   | ESP Ret | MON 4   | BEL     | NED     | FRA 4   | GBR 3   | GER 3   | AUT Ret | ITA 4   | CAN Ret | USA 7   | MEX 3  |        |         | 4º   | 27     |
| 1971 | Bruce McLaren Motor Racing  | RSA 6   | ESP 5   | MON 4   | NED 12  | FRA Ret | GBR Ret | GER Ret | AUT Ret | ITA     | CAN 4   | USA Ret |         |        |        |         | 13º  | 9      |
| 1972 | Yardley Team McLaren        | ARG 2   | RSA 1   | ESP Ret | MON 15  | BEL 3   | FRA 7   | GBR 5   | GER Ret | AUT 2   | ITA 3   | CAN 3   | USA 3   |        |        |         | 3º   | 39     |
| 1973 | Yardley Team McLaren        | ARG 5   | BRA 3   | RSA 5   | ESP 6   | BEL 7   | MON 6   | SWE 1   | FRA 8   | GBR 3   | NED Ret | GER 12  | AUT 8   | ITA 15 | CAN 13 | USA 4   | 6º   | 26     |
| 1974 | Marlboro Team Texaco        | ARG 1   | BRA 12  | RSA 9   | ESP 6   | BEL 6   | MON Ret | SWE Ret | NED Ret | FRA 6   | GBR 7   | GER Ret | AUT 2   | ITA 6  | CAN 6  | USA Ret | 7º   | 20     |

| Predecesor: Jack Brabham | Campeón de Fórmula 1 1967 | Sucesor: Graham Hill |